# Sindrome di Denys-Drash
La sindrome di Denys-Drash è una malattia rara caratterizzata dall'associazione delle seguenti patologie:
- disgenesia gonadica
- nefropatia ad insorgenza precoce
- tumore di Wilms.

## Cause
La sindrome è causata da un'anomalia congenita del gene oncosoppressore WT1, localizzato sul cromosoma 11 nel locus 11p13. 
Nella maggior parte degli individui affetti, le mutazioni interessano gli esoni 8 e 9 del gene WT1 nelle cellule germinali.

## Sintomatologia e decorso clinico
L'elemento caratterizzante della sindrome è il tumore di Wilms o nefroblastoma, una neoplasia maligna tipica dell'età infantile, che si sviluppa in oltre il 90% dei pazienti affetti.
Gli individui affetti dalla sindrome di Denis-Drash, pur essendo geneticamente femmine (cariotipo 46,XX), possono presentare anomalie dei genitali esterni consistenti in virilizzazione di grado variabile, sebbene talvolta possiedano normali genitali femminili. A ciò si associa l'insorgenza precoce di insufficienza renale cronica, riscontrata nel 74% dei pazienti 20 anni dopo la diagnosi di tumore di Wilms; quest'ultima è correlata, a livello microscopico, alla sclerosi del mesangio (struttura situata all'interno dei glomeruli renali).